# Cánovas, Rodrigo, Adolfo y Guzmán
Cánovas, Rodrigo, Adolfo y Guzmán, también conocidos por sus siglas, CRAG, es un cuarteto español de música pop, intermitentemente en activo desde los años 1970, formado por los músicos Juan Robles Cánovas, Rodrigo García, Adolfo Rodríguez y José María Guzmán. 
Los cuatro juntos han publicado solamente tres elepés y, aunque en su momento no tuvieron prácticamente éxito, ni de público ni de crítica, con el tiempo han sido reivindicados por su música, sus letras y sus armonías vocales y han sido comparados con la banda estadounidense Crosby, Stills, Nash and Young, hasta el punto de que su elepé Señora azul está considerado uno de los mejores de la historia del pop español.

## Historia

### Antecedentes
Rodrigo García y José María Guzmán habían formado un grupo en 1972 denominado Solera con el que publicaron el LP Solera (1973) junto a otros dos miembros; el dúo de los hermanos José Antonio Martín Fernández y  Manuel Martín Fernández quienes ya habían publicado los álbumes de folk Génesis (1971) y Pronto amanecerá (1972), previamente.
Rodrigo ya había pertenecido anteriormente a Los Pekenikes ( y antes de regresar a su país natal, a mediados de los 60, había liderado un grupo colombiano llamado The Speakers).
Por su parte, Juan Cánovas había sido el batería de la banda de rock progresivo Módulos y del grupo Franklin; mientras que Adolfo había sido vocalista y guitarrista de Los Íberos.

### Señora azul
Tras esto, Rodrigo y Guzmán se unieron a Juan Cánovas y Adolfo Rodríguez para formar un nuevo cuarteto en 1974. En el mismo año de su formación, el grupo sacó su primer elepé, Señora Azul, con la compañía discográfica Hispavox y producido por Rafael Trabucchelli. El disco incluía los temas Señora azul, Sólo pienso en ti, con un elegante arreglo orquestal, Carrusel, en el que destaca el uso del sintetizador, El río, Don Samuel Jazmín, Si pudieras ver, Nuestro problema, Buscando una solución, Supremo director, María y Amaranta, una historia sobre una relación lésbica y El vividor.
Señora azul, que se ha convertido en el tema más conocido de CRAG, ha tenido varias interpretaciones. Según algunos era una crítica contra el franquismo y, más concretamente, contra la censura imperante en aquellos años, aunque los integrantes del grupo desmintieron este punto y señalaron que el tema estaba dedicado a los críticos musicales.
El disco apenas tuvo éxito en su época pero su influencia no ha hecho sino crecer con los años. La revista especializada Rockdelux lo situó en 2004 en el puesto número 11 entre «Los mejores 100 discos españoles del siglo XX».

### Los años posteriores
Tras el fracaso comercial de su primer disco, los cuatro músicos trabajaron como banda de acompañamiento para la cantante Karina y solo volvieron a grabar una década después, publicando en 1984 el álbum Queridos compañeros y, al año siguiente, CRAG 1985, ambos con la compañía Polygram, y ambos grabados y coproducidos por José Antonio Álvarez Alija. De esta época data la primera aparición del grupo con sus cuatro integrantes, ya que hasta entonces, en los escasos conciertos que dieron, siempre lo hicieron como trío, Cánovas, Adolfo y Guzmán o Rodrigo, Adolfo y Guzmán. Esta aparición tuvo lugar en octubre de 1984 en el programa de Televisión Española La tarde.
En los años siguientes, los cuatro miembros siguieron sus carreras en solitario. Guzmán formó en los años 80 el grupo Cadillac, tachado por la crítica de comercial y previsible, que participó con el tema Valentino en el Festival de la Canción de Eurovisión de 1986, tras el que se disolvieron después de siete años en activo. Posteriormente, ya en solitario, Guzmán editó cuatro discos.
En 1994, Rodrigo, Adolfo y Guzmán, sin Cánovas, publicaron un nuevo disco, Rodrigo, Adolfo y Guzmán.

### Los sucesivos regresos
El 28 de junio de 2005 se presentó, con el nombre de Gran Reserva 30 años, un disco recopilatorio del grupo en la sala Manuel de Falla de la Sociedad General de Autores y Editores, en Madrid. El trabajo incluía un CD con la reedición de Señora azul; otro con los mejores temas de sus otros discos, una maqueta inédita de 1978, y temas de los grupos Solera, Los Pekenikes, Los Íberos, Módulos y Cadillac; y un DVD con sus escasas apariciones televisivas y un pequeño documental sobre el grupo. Durante la presentación, los cuatro músicos interpretaron los temas Los blues, Sólo pienso en ti, Señora azul y Queridos compañeros.
El 6 de octubre de ese mismo año, el cuarteto dio en la Sala Galileo Galilei de Madrid su primer concierto público en treinta años, en un acto organizado a través de la Fundación Autor por la SGAE, dentro de la VII Semana de Autor. Posteriormente, los días 13 y 14 de diciembre, en una pequeña gira, actuaron en el Teatro del Mercado de Zaragoza y en el Teatro del Matadero de Huesca.
El 13 de octubre de 2014, celebrando la reedición del álbum Señora Azul, que cumplía 40 años, Cánovas, Adolfo y Guzmán, sin Rodrigo, volvieron a llenar la sala Galileo Galilei de Madrid.
Sólo pienso en ti
Es su canción más famosa del disco debut "Señora azul" de 1974. El cantante y actor venezolano Guillermo Dávila hizo una versión de este tema el año el año 1984 en su disco "La historia" y Miguel Bosé hizo lo propio el año 1998 en el disco "11 maneras de ponerse un sombrero".
El año 2025 el escritor chileno Fernando Palacios Moreno tituló uno de sus cuentos de su libro "Takiwatanga. Espacio y tiempo", con el nombre de esta canción, haciendo referencia a ella.

## Miembros
- Juan Robles Cánovas
- Rodrigo García
- Adolfo Rodríguez
- José María Guzmán

## Discografía
- Señora azul (1974). Hispavox.
- Queridos compañeros (1984). Polygram.
- CRAG 1985 (1985). Polygram.
- Rodrigo, Adolfo y Guzmán (1994). J.J. Record's.
- Gran Reserva 30 Años (2005). Emi.

## Canciones suyas en otros discos
En el disco 20 años de Flor de Pasión que conmemora el 20º año del programa de RNE 3, Juan de Pablos, locutor del programa, seleccionó 50 canciones favoritas del programa, entre ellas una de este grupo llamada Igual que una noria